# Tectonic
A nu se confunda cu "tectonică", știință geologică!
Tectonic – a fost prima trupă de thrash metal din România, înființată în 1987 de Liviu Hoisan (voce și chitară) și Nicu „Matcha“ Pătrașcu (bas).
Se lansează la festivalurile rock din țară folosind inițial o baterie programabilă. În 1988 trupa este premiată Festivalul „Top T“ și este cooptat în formație chitaristul Alexandru Nucă. În 1991 formula devine cvartet prin includerea în formație a bateristului Ritchie Pitta care, la sfîrșitul aceluiași an, se transferă la „Devorator“ iar Nucă pleacă la „Voltaj“. Pasager apar în formație Cristian Vasile (chitară) și Valentin Vasile (tobe). În 1992 componența trupei devine Liviu Hoisan (voce și chitară), Augustin Costinescu (tobe), George Costinescu (vocal și bas). 
Grupul susține o serie de concerte alături de trupele „Pansament“, „Interval“ și „Crusade“ și ocupă locul I la Festivalul „Sam Rock“ din 1993, ținând capul de afiș al Festivalului „Metal Fan ’93“. În 1994 trupa participă la „Skip Rock ’94“ iar la sfîrșitul aceluiași an înregistrează un split single cu „Pansament“, pe care se află piesa „Revoluție?“ 
În 1995 lansează albumul de debut, „Anomalia“ și susțin concerte promoționale la Sala Polivalentă, „Hard and Heavy Cafe“, Teatrul de Vară din Costinești ș.a. 
Grupul se dizolvă în 1996, iar Hoisan înființează Under the sign of the C, depărtându-se de thrash metal.
În 1998, este desființată și Under the sign of the C, iar Hoisan înființează Comandorul Hoisan, o formație de rock industrial. Scoate în același an singurul album oficial, numit „Onoare, suflet și credință“. Melodia Vergeltungswaffen (Arme de represalii) având și videoclip. În 2000, un prieten de-al lui Hoisan face un bootleg numit Extremism? Acesta conține 7 melodii Comandorul Hoisan, printre care și un remix. Iar melodiile Tectonic:Arhaic, Bass Metal apar aici. Mai este și un track ce conține 3 melodii Tectonic:
```
-Marș(începutul melodiei Marș Foreza) și denumită mai târziu Marșul Comandorului(a fost denumită sub titulatură Hoisan)
-Pobeda(ce a apărut pe Anomalia)
-Perforant 77
```

În 2002 Hoisan desființează Comandorul Hoisan și reface Tectonic-ul. Dar, nu rezistă mult și este desființată în 2003.
În 2003 iar înființează Comandorul Hoisan , nemaiscoțând niciun album. 
În 2008 iar reface Tectonic-ul, cu membrii Comandorul Hoisan. 
Acum nu se știe dacă formația mai e activă, dar Comandorul Hoisan activează în continuare.
Trivia
De fiecare dată, după 2002, Hoisan cânta în concertele Tectonic și melodiile Comandorului.